# Highschool of the Dead
Highschool of the Dead (jap. 学園黙示録 HIGHSCHOOL OF THE DEAD, Gakuen Mokushiroku: Highschool of the Dead, dt. „Schule der Offenbarung/Apokalypse: Oberschule der Toten“), kurz auch als H.O.T.D. oder HOTD bezeichnet, ist eine Manga-Serie des japanischen Autors Daisuke Satō und des Zeichners Shōji Satō. Sie umfasst zurzeit über 1.000 Seiten, wurde als Anime adaptiert und ist den Genres Horror, Endzeit, Ecchi und Harem zuzuordnen.

## Inhalt (Anime)
Während der Schüler Takashi Komuro (小室 孝, Komuro Takashi) seiner einstigen Kindheitsliebe Rei Miyamoto (宮本 麗, Miyamoto Rei) nachtrauert, da diese ihr Versprechen brach und mit seinem besten Freund ausgeht, beobachtet er am Eingang der Tokioter Fujimi Oberschule einen seltsamen Zwischenfall. Bei diesem werden die Lehrer, die einen Mann vom Schulgelände fernhalten wollen, unwissend von einem Zombie gebissen und verwandeln sich selbst in Zombies. Er kann fast nicht glauben, was dort vor sich geht, also eilt er in das Klassenzimmer zurück und bittet nachdrücklich seine engsten Freunde, die Schule zu verlassen. So gewinnen Takashi, Rei und ihr Freund Hisashi den notwendigen Vorsprung, bevor es in der Schule zu einer Massenpanik kommt. Auf der Flucht kommt es dennoch zu einem Zwischenfall bei dem Hisashi, die Kraft der Zombies unterschätzend, von einem gebissen wird. So retten sie sich zunächst auf das Dach der Schule, um sich dort zu verbarrikadieren. Für Hisashi gibt es aber keine Hilfe mehr. Er mutiert nach einiger Zeit auch zu einem Zombie und Takashi sieht sich gezwungen, ihn vor den Augen von Rei umzubringen, die zunächst tiefen Hass gegenüber Takashi verspürt, ihn dann aber als guten Freund erkennt. Wie sie vom Dach der Schule aus beobachten können, scheint die gesamte Stadt ein Schlachtfeld geworden zu sein.
Ebenfalls überlebt hat die Vorsitzende des Kendō-Clubs Saeko Busujima (毒島 冴子, Busujima Saeko), die sich mit einem Bokutō und guter Kampftechnik der Zombies erwehren kann. Auf ihrem Weg durch die Schule kommt sie dabei der großbusigen aber auch teils abwesend, weltfremd wirkenden Schulärztin Shizuka Marikawa (鞠川 静香, Marikawa Shizuka) zur Hilfe. Gemeinsam versuchen sie, das Lehrerzimmer aufzusuchen, um an die Schlüssel für ein Fluchtfahrzeug zu gelangen. Parallel dazu schlagen sich der dicke Waffennarr Kōta Hirano (平野 コータ, Hirano Kōta, angelehnt an den gleichnamigen Mangaka, der Shōji Satō als Zeichner für diesen Manga empfahl) und die intelligente, sich aber wie eine Tsundere verhaltende, Saya Takagi (高城 沙耶, Takagi Saya) recht ziellos durch das Schulgebäude. Dabei greift Kōta auf selbst gebastelte Waffen, wie etwa ein zum Gewehr umfunktioniertes Bolzensetzgerät, zurück. Saya nutzt unterdessen ihre Zeit, um mit den Zombies zu experimentieren. So gelangt sie sehr früh zu der Erkenntnis, dass diese weder sehen noch fühlen können, aber auf Geräusche reagieren. Dabei tappen sie jedoch in einen Hinterhalt und machen sich lautstark bemerkbar, sodass sie von den anderen Überlebenden Hilfe bekommen. So gelingt es allen sechs Hauptfiguren das Lehrerzimmer zu erreichen. Durch einen noch funktionierenden Fernseher erfahren sie, dass nicht nur die Schule und ihre Umgebung betroffen ist, sondern die ganze Welt von den Zombies befallen ist.
So entschließen sich alle sechs, ein Team zu bilden und so viele Menschen wie möglich zu retten. Dazu verlassen sie die Schule und helfen einigen noch nicht infizierten Schülern. Darunter ist jedoch auch der Lehrer Kōichi Shidō (紫藤 浩一, Shidō Kōichi), der von Rei wegen seiner egoistischen, hinterhältigen und verabscheuungswürdigen Verhaltensweise missbilligt wird. So verletzt er beispielsweise auf der Flucht bewusst einen der Schüler, um daraus seinen Vorteil zu ziehen, was den sicheren Tod des Schülers nach sich zieht. Gemeinsam mit einigen weiteren Überlebenden gelingt ihnen mit einem Bus die Flucht aus der Schule. Kōichi versucht jedoch direkt, das Kommando an sich zu reißen, was Rei dazu bringt, den Bus zu verlassen. Durch einen weiteren außer Kontrolle geratenen Bus werden Rei und der sie zu besänftigen suchende Takashi von den anderen getrennt und sind auf sich allein gestellt. Bald darauf verlassen auch die anderen Mitglieder Shidō, der eine Sekte errichtet, und können sich schließlich wieder vereinigen, nachdem sie teils weitere dramatische Ereignisse durchleben mussten. Unterschlupf finden sie schließlich in der verlassenen Wohnung von Shizukas Freundin und Scharfschützin einer Polizei-Spezialeinheit Rika Minami (南 リカ, Minami Rika). Entsprechend ihrem Beruf und illegalen Waffenimporten finden sie dort reichlich Munition und ein gepanzertes Fahrzeug vor. Während des Aufenthalts beobachtet Takashi sowohl die dramatischen Szenen, die sich auf der von der Polizei gesperrten Brücke abspielen, als auch den Tod des Vaters eines noch jungen Mädchens. Er entschließt sich, sie zu retten und hat dank der Unterstützung seiner Freunde auch Erfolg. Seitdem begleitet Alice Maresato (希里 ありす, Maresato Arisu) die Gruppe.
Auf der Suche nach einem Weg zu ihren hoffentlich noch lebenden Verwandten geraten sie jedoch in einen Hinterhalt, der sie beinahe zur Aufgabe zwingt, da sie der Übermacht an Zombies nicht Herr werden können. Sowohl Takashi als auch Saeko beschließen ein Ablenkungsmanöver, was jedoch nur teilweise gelingt. Die Blockade hinter ihnen wurde jedoch von den Untergebenen von Sayas Eltern errichtet, die schließlich zu Hilfe eilen, während Takashi und Saeko nun auf sich allein gestellt sind. Bei ihrer Suche nach einem anderen Weg zu der Befestigung gesteht Saeko Takashi, dass sie über eine dunkle Vergangenheit verfügt und eine durchaus sadistische Seite besitzt. Takashi kann sie allerdings davon überzeugen, dass sie ein guter Mensch und ein tolles Mädchen sei. Beide können sich bis zur Villa von Saya durchschlagen. Dort angekommen werden sie jedoch nicht wie Erwachsene behandelt, sondern als Kinder abgestempelt. Hinzu kommt, dass Sayas Vater Sōichirō Takagi (高城 壮一郎, Takagi Sōichirō) der Anführer einer gewaltbereiten rechtsextremen Gruppierung ist, womit sich Takashi und seine Begleiter nur sehr schwer anfreunden können. Nach und nach gelingt es ihnen jedoch sich durchzusetzen und auch in den Augen von Sōichirō an Wert zu gewinnen. Er schenkt Saeko ein Schwert und vertraut der Gruppe seine Tochter an.
Gerade als sie beschließen einen Suchtrupp zu bilden, um ihre Angehörigen aufzutreiben, starten die USA einen nuklearen Erstschlag gegen China und Nordkorea, den die anderen Staaten beantworten. Der freigesetzte EMP macht alle elektronischen Geräte unbrauchbar und dadurch gelingt es den Zombies, in das Gelände der Villa einzudringen und die Verteidiger zu überrennen. Sayas Eltern und einige Bedienstete ermöglichen der Gruppe um Takashi allerdings die Flucht und diese beschließt, sich auch weiterhin gemeinsam auf die Suche nach ihren Eltern und Freunden zu machen.

## Veröffentlichung
Der Manga erscheint seit August 2006 (Ausgabe 9/2006) im Magazin Monthly Dragon Age des Verlags Fujimi Shobō in Japan. Der Verlag Kadokawa Shoten brachte die Einzelkapitel auch in bisher sieben Sammelbänden heraus, wobei der siebte Band auch in einer Sonderausgabe mit einer OVA erhältlich ist. Ab Ende 2008 wurden nur noch sporadisch Kapitel veröffentlicht. Im März 2011 wurde mit Kapitel 29 das letzte Kapitel veröffentlicht, dass auch in einem Sammelband erschien und nach zwei Jahren Pause am 9. April 2013 das bisher (Stand: Oktober 2014) letzte Kapitel 30.
Im März 2008 erreichte der vierte Band der Serie Platz 9 der japanischen Comic-Charts.
- Bd. 1: 1. März 2007, ISBN 978-4-04-712483-7
- Bd. 2: 1. April 2007, ISBN 978-4-04-712489-9
- Bd. 3: 9. Oktober 2007, ISBN 978-4-04-712515-5
- Bd. 4: 9. März 2008, ISBN 978-4-04-712537-7
- Bd. 5: 9. September 2008, ISBN 978-4-04-712563-6
- Bd. 6: 9. Juli 2010, ISBN 978-4-04-712673-2
- Bd. 7: 26. April 2011, ISBN 978-4-04-712691-6 (Sonderausgabe mit OVA) bzw. 9. Mai 2011, ISBN 978-4-04-712722-7 (normale Ausgabe)

Pika Édition veröffentlicht den Manga in Frankreich, Glénat in Spanien, Panini Comics in Brasilien, Yen Press in den USA und Waneko in Polen. Der Carlsen Verlag bringt seit März 2010 eine deutsche Fassung in bisher (Stand: August 2012) sieben Bänden heraus. Die Übersetzung stammt von Karsten Küstner.
Während der Pausierung des Manga starten zwei komödiantische Spin-offs in der Monthly Dragon Age: Saikin no Dead. (最近のデッド。) von Hiroshi Tamaru (田丸 浩史) von Ausgabe 6/2010 bis 5/2011 und der Yonkoma Highschool of the Head (ハイスクール・オブ・ザ・ヘッド) von Sankakuhead (サンカクヘッド) von Ausgabe 10/2010 bis 4/2011, der am 9. Mai 2011 auch als Sammelband (ISBN 978-4-04-712725-8) veröffentlicht wurde. Letzterer wurde ebenfalls von Carlsen lizenziert und erschien im August 2012 auf Deutsch.
Zwischen Februar 2011 und März 2013 erschien eine Full Color Edition genannte vollständig kolorierte Neuauflage:
- Bd. 1: 25. Februar 2011, ISBN 978-4-04-926269-8
- Bd. 2: 25. Februar 2011, ISBN 978-4-04-926270-4
- Bd. 3: 25. März 2011, ISBN 978-4-04-926271-1
- Bd. 4: 25. März 2011, ISBN 978-4-04-926272-8
- Bd. 5: 9. Februar 2013, ISBN 978-4-04-926273-5
- Bd. 6: 9. Februar 2013, ISBN 978-4-04-926274-2
- Bd. 7: 9. März 2013, ISBN 978-4-04-926275-9

Die Bände 4 bis 6 enthielten jeweils ein Bonuskapitel.
Yen Press veröffentlichte am 22. November 2011 und 17. Dezember 2013 diese Neuauflage in zwei Omnibus-Bänden auf Englisch. Die deutsche Fassung erschien zwischen Juni 2012 und 22. April 2014.

## Anime
Im Februar 2010 wurde die Anime-Adaption des Mangas angekündigt. Die Serie wurde vom Studio Madhouse produziert, Regie führte Tetsurō Araki. Die Handlung umfasst die ersten vier Bände des Manga. Ausgestrahlt wurde sie vom 5. Juli bis zum 20. September 2010 von AT-X in Japan. Die Serie wurde schon vor der Ausstrahlung für den US-Markt von Sentai Filmworks lizenziert. Parallel zur japanischen Ausstrahlung werden die Episoden mit englischen Untertiteln versehen, auf dem US-amerikanischen Video-on-Demand-Service Anime Network zur Verfügung gestellt.
Die Serie erschien in Japan auf sechs Datenträgern (Blu-ray Disc oder DVD) mit jeweils zwei Folgen, die zwischen dem 22. September 2010 und dem 23. Februar 2011 veröffentlicht wurden.
Für den Verkauf in Deutschland wurde die Serie von Nipponart lizenziert. Der Anime erschien am 24. November 2011 in einer Komplettbox mit drei DVDs. Der Pay-TV-Sender Animax hat bestätigt, dass die Serie in deutscher Synchronisation noch vor der Veröffentlichung der DVD gesendet wird. Der Free-TV-Sender ProSieben Maxx strahlte die Serie vom 1. Oktober bis zum 17. Dezember 2014 wöchentlich im Nachtprogramm aus.

### Synchronsprecher
| Rolle            | Japanischer Sprecher (Seiyū) | Deutscher Sprecher |
| ---------------- | ---------------------------- | ------------------ |
| Takashi Komuro   | Jun’ichi Suwabe              | Dirk Meyer         |
| Rei Miyamoto     | Marina Inoue                 | Rieke Werner       |
| Saeko Busujima   | Miyuki Sawashiro             | Angela Wiederhut   |
| Saya Takagi      | Eri Kitamura                 | Shandra Schadt     |
| Kōta Hirano      | Nobuyuki Hiyama              | Patrick Roche      |
| Shizuka Marikawa | Yukari Fukui                 | Nina Kapust        |
| Alice Maresato   | Ayana Taketatsu              | Lara Wurmer        |
| Hisashi Igō      | Mamoru Miyano                | Marc Stachel       |
| Kōichi Shidō     | Kishō Taniyama               | Claus-Peter Damitz |
| Rika Minami      | Junko Takeuchi               |                    |

### Musik
Der Vorspanntitel ist Highschool of the Dead von der Dōjin-Musikgruppe Kishida Kyōdan & The Akeboshi Rockets. Die am 18. August 2010 veröffentlichte Single der Independant-Band erreichte Platz 10 der Oricon-Charts und verkaufte sich bis Ende jenes Jahres 22.144-mal.
Für den Abspann wird in jeder Folge ein anderes Stück verwendet, das jeweils von Maon Kurosaki gesungen wird: Kimi to Taiyō ga Shinda Hi (君と太陽が死んだ日), color me dark, Return to Destiny, cold bullet blues, Memories of days gone by und Under The Honey Shine. Daneben wurde in der vierten Folge noch O, Spirit, gesungen von Sayo Fukunaga, dargeboten.